# Tiana (Catalunha)
Tiana é um município da Espanha, na comarca do Maresme, província de Barcelona, comunidade autónoma da Catalunha. Tem 7,9 km² de área e em 2021 tinha 9 009 habitantes (densidade: 1 140,4 hab./km²). Limita com os municípios de Santa Maria de Martorelles e Sant Fost de Campsentelles ao norte, El Masnou e Alella a leste, Montgat ao sul, e Badalona ao oeste.